# Michael Jarboe Sheehan
Michael Jarboe Sheehan (Wichita, 9 luglio 1939 – Albuquerque, 3 giugno 2023) è stato un arcivescovo cattolico statunitense.

## Biografia
Monsignor Michael Jarboe Sheehan è nato a Wichita, Kansas, il 9 luglio 1939 da John Sheehan e Mildred (nata Jarboe). Crebbe a Texarkana, Texas.

### Formazione e ministero sacerdotale
Frequentò il St. John's High School Seminary e poi il seminario dell'Assunzione a San Antonio. Venne quindi inviato a Roma per studi.
Il 3 maggio 1964 fu ordinato diacono per la diocesi di Dallas-Fort Worth nella chiesa di San Marcello al Corso a Roma da monsignor Martin John O'Connor, rettore del Pontificio collegio americano del Nord e presidente della Pontificia commissione delle comunicazioni sociali. Il 12 luglio dello stesso anno fu ordinato presbitero per la medesima sede nella basilica dei Santi XII Apostoli da monsignor Filippo Pocci, vescovo ausiliare di Roma. L'anno successivo conseguì la licenza in sacra teologia presso la Pontificia Università Gregoriana di Roma. Tornato in patria fu vicario parrocchiale della parrocchia dell'Immacolata Concezione a Tyler dal 1965 al 1968. Tornò poi a Roma e nel 1971 ottenne il dottorato in diritto canonico presso la Pontificia Università Lateranense. Tornato in patria fu segretario generale aggiunto della Conferenza statunitense dei vescovi cattolici dal 1971 al 1976, rettore del seminario "Santa Trinità" a Dallas dal 1976 al 1982 e parroco della parrocchia dell'Immacolata Concezione a Grand Prairie dal 1982 alla nomina episcopale.

### Ministero episcopale
Il 25 marzo 1983 papa Giovanni Paolo II lo nominò primo vescovo della nuova diocesi di Lubbock. Ricevette l'ordinazione episcopale il 17 giugno successivo nel Memorial Civic Center a Lubbock dall'arcivescovo metropolita di San Antonio Patrick Fernández Flores, co-consacranti il vescovo di Amarillo Leroy Theodore Matthiesen e quello di Dallas Thomas Ambrose Tschoepe.
Il 6 aprile 1993 divenne anche amministratore apostolico dell'arcidiocesi di Santa Fe, sede vacante dopo le dimissioni dell'arcivescovo Robert Fortune Sanchez, accusato di avere avuto una relazione con diverse donne e criticato per la cattiva gestione dei preti accusati di abusi su minori. Il 17 agosto 1993 papa Giovanni Paolo II lo nominò arcivescovo metropolita della medesima sede. Prese possesso dell'arcidiocesi il 21 settembre successivo.
Dal 18 giugno 2003 al 25 novembre 2003 fu anche amministratore apostolico sede vacante ed ad nutum Sanctae Sedis della diocesi di Phoenix, sede vacante dopo le dimissioni del vescovo Thomas Joseph O'Brien che in un incidente automobilistico aveva investito e ucciso una persona.
Nell'agosto del 2009 ha denunciato gli attacchi di alcuni dei suoi confratelli vescovi all'Università di Notre Dame a South Bend. Essi erano contrari al fatto che il presidente Barack Obama, favorevole alla libera scelta delle donne nell'interruzione volontaria di gravidanza, pronunciasse il suo discorso di inizio e ricevesse una laurea honoris causa. Monsignor Sheehan disse che la comunità cattolica rischiava di isolarsi dal resto del paese e che rifiutare di parlare con un politico o di rifiutare la comunione a causa di una differenza su un singolo problema è controproducente.
Fu un esplicito oppositore della convivenza e dei suoi effetti sul matrimonio. Pubblicò diverse lettere sulla convivenza e sugli effetti che genera nei bambini.
Nel maggio del 2004, maggio del 2012 e nel febbraio del 2020 compì la visita ad limina.
Ricoprì diversi incarichi in seno Conferenza dei vescovi cattolici degli Stati Uniti alla tra i quali quello di segretario genarle dal 12 novembre 2003 al 1º dicembre 2006.
Il 27 aprile 2015 papa Francesco accettò la sua rinuncia al governo pastorale dell'arcidiocesi per raggiunti limiti di età.
Oltre all'inglese, parlava italiano e spagnolo.
Morì all'hospice di Albuquerque, Nuovo Messico, il 3 giugno 2023 all'età di 83 anni. Le esequie si tennero il 9 giugno alle ore 11:30 nella basilica cattedrale San Francesco d'Assisi a Santa Fe furono presiedute dal suo successore John Charles Wester. L'omelia venne pronunciata da monsignor Joseph Edward Strickland, vescovo di Tyler. Al termine del rito fu sepolto nella cripta dello stesso edificio.

## Genealogia episcopale e successione apostolica
La genealogia episcopale è:
- Cardinale Scipione Rebiba
- Cardinale Giulio Antonio Santori
- Cardinale Girolamo Bernerio, O.P.
- Arcivescovo Galeazzo Sanvitale
- Cardinale Ludovico Ludovisi
- Cardinale Luigi Caetani
- Cardinale Ulderico Carpegna
- Cardinale Paluzzo Paluzzi Altieri degli Albertoni
- Papa Benedetto XIII
- Papa Benedetto XIV
- Cardinale Enrico Enriquez
- Arcivescovo Manuel Quintano Bonifaz
- Cardinale Buenaventura Córdoba Espinosa de la Cerda
- Cardinale Giuseppe Maria Doria Pamphilj
- Papa Pio VIII
- Papa Pio IX
- Cardinale Alessandro Franchi
- Cardinale Giovanni Simeoni
- Cardinale Antonio Agliardi
- Cardinale Basilio Pompilj
- Cardinale Adeodato Piazza, O.C.D.
- Cardinale Luigi Raimondi
- Arcivescovo Patrick Fernández Flores
- Arcivescovo Michael Jarboe Sheehan

La successione apostolica è:
- Vescovo James Sean Wall (2009)